# Аэспа

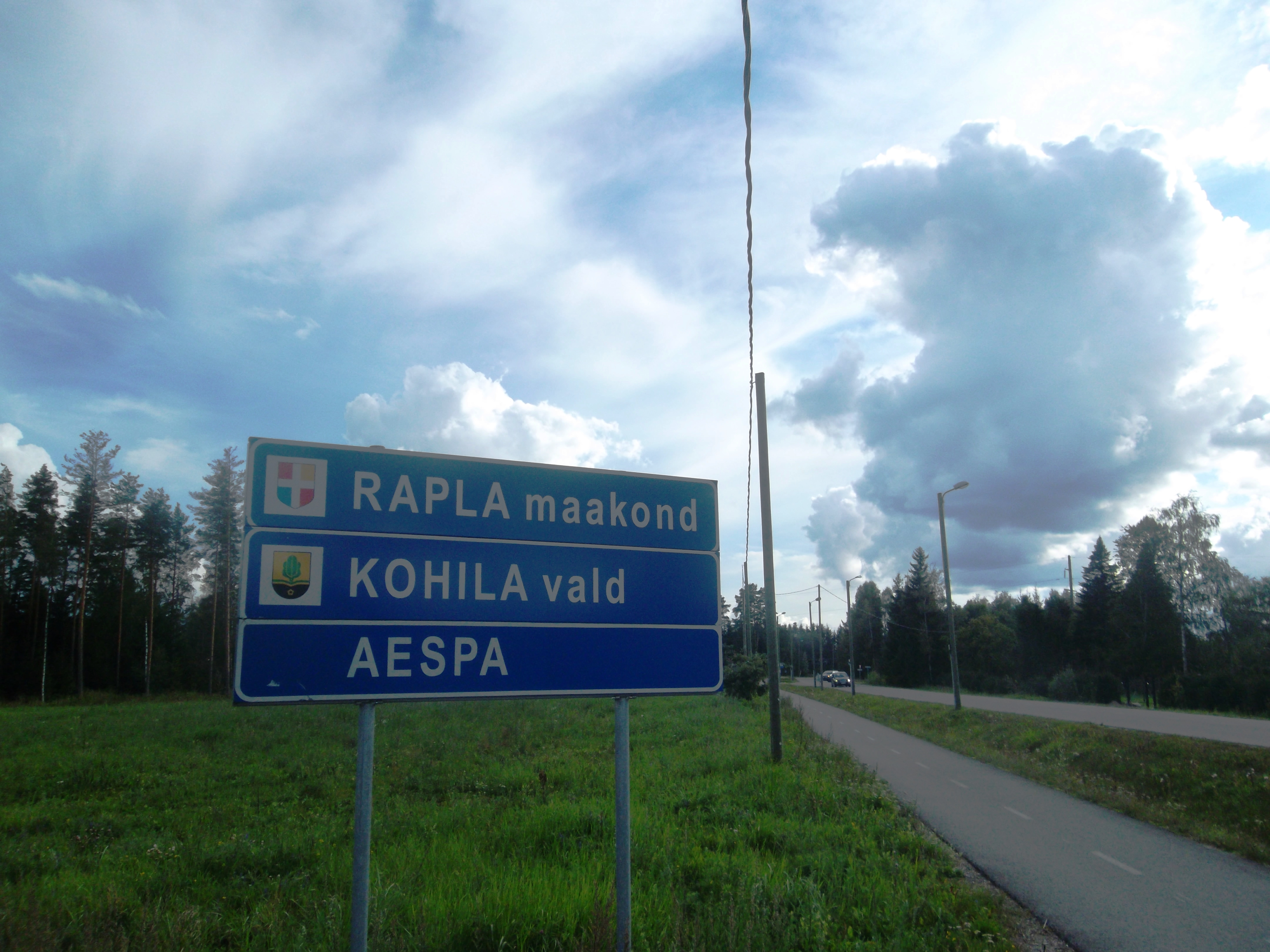
Въезд в посёлок

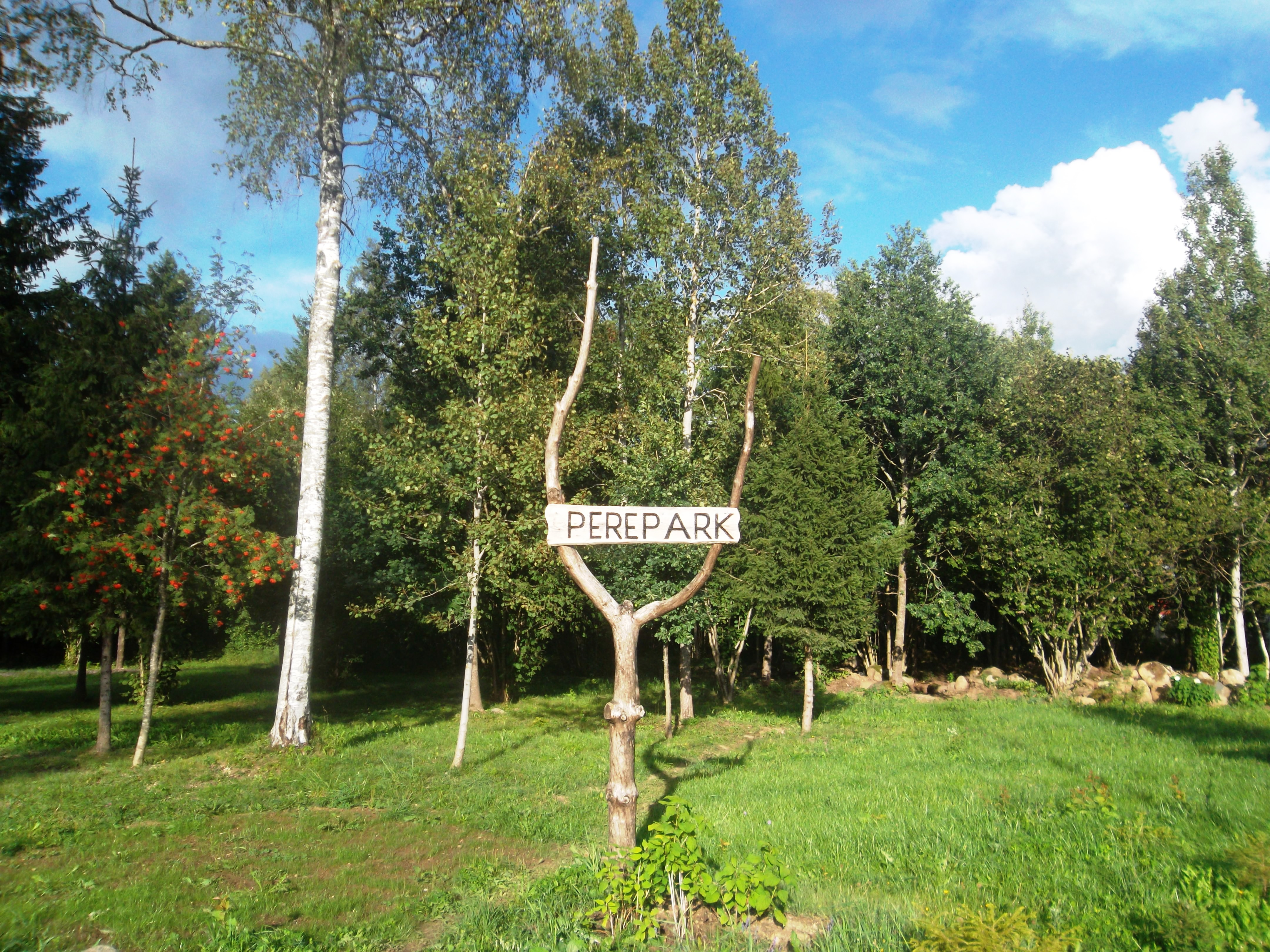
Семейный парк

А́эспа (эст. Aespa) — посёлок в волости Кохила уезда Рапламаа, Эстония.

## География
Расположен в 6 километрах к северо-западу от волостного центра — посёлка Кохила, и в 24 километрах от уездного центра — города Рапла. Высота над уровнем моря — 60 метров. На севере примыкает к деревне Рообука волости Саку. Значительную часть посёлка занимают дачные кооперативы.

## История
1 января 2012 года деревня Аэспа была разделена на две части. Густонаселённая часть Аэспа была объединена с участками Перве и Арувялья деревни Виливере, в результате чего образовался малый посёлок Аэспа. Малозаселённая часть Аэспа осталась деревней, ей было дано название Вана-Аэспа.

## Население
По данным переписи населения 2011 года, в посёлке проживали 1004 человека, из них 784 (78,1 %) — эстонцы. 
По данным переписи населения 2021 года, число жителей посёлка составляло 1494 человека, из них 1216 (81,6 %) — эстонцы.
В дачный сезон численность населения значительно выше (до 6 500).

## Транспорт
На маршрутном такси можно добраться до Рообука, Кийза и Таллина. До волостного центра Кохила можно добраться на школьном автобусе. Ближайшая остановка поезда находится в деревне Рообука.

## Список улиц и кооперативов

### Улицы
Ааста, Анемоони, Астра, Аэдваарика, Аэдмаазика, Викеркааре, Вильяку, Казеурва, Кактузе, Кеваде, Кирси, Колде, Краавихалли, Куку, Кулднока, Кунгла, Куу, Кяби, Кяо, Ленну, Лепа, Лепатрийну, Леэги, Лийлия, Лоодузе, Лоояку, Марья, Метсавана, Метсараху, Метсатагузе, Метсваарика, Метсмаазика, Мобиле, Нельги, Нёэби, Нийди, Нурменуку, Ныэла, Оптимисти, Орава, Оянурме, Пабери, Пальми, Папи, Пильве, Пирни, Пихлака, Плооми, Пыхьякоду, Пяйкезекийре, Ратта, Рейзи, Розина, Роози, Рооли, Рыыму, Сааре, Самбла, Сигма, Синилилле, Суве, Сюгизе, Тагакуузику, Тагаметса, Тамме, Таммелехе, Текси, Телфо, Тыру, Тяхе, Хийе, Целлулоози, Ыйе, Ынне, Ыуна, Энергия, Энтузиасти, Эра, Эркузе, Юлазе.

### Переулки
Авиа, Астра, Аэдваарика, Викеркааре, Икарузе, Куку, Кунгла, Кяби, Леэги, Лепа, Марья, Метсатагузе, Мяэвана, Нийди, Нурменуку, Пыхьяла, Пяйкезекийре, Ратта, Розина, Рооли, Сигма, Синилилле, Суве, Тагакуузику, Тагаметса, Таммелехе, Тыру, Хийе, Целлулоози, Ынне, Энергия, Энтузиасти, Эркузе.

### Шоссе и дороги
Икарузе теэ, Каарли теэ, Квартси теэ, Метсавайкузе, Мяэвана теэ, Нурмемаазика теэ, Рохелузе теэ, Сауна теэ, Сувила теэ, Телфо, Юхистуте теэ.

### Кооперативы
Авиа, Аллика, Астра, Ауто, Аэспа, Балтика, Веду-Аэспа, Викеркаар, Виливере, Генератор, Икарус, Казеке, Капа, Кармен, Кварц, Кевад, Краави, Кристалл, Куку, Кунгла, Куузеке, Куузику, Кяби (Виливере-14), Леэк, Лоодус, Маазикас, Метсавайкус, Мобиле, Мяэвана, Нурме, Оптимист, Пихлакас, Пуравик, Пыхьяла, Росинка, Руккилилль, Сигма, Стандард, Стрела, Сыпрус, Татьяна, Текс, Телфо, Тыру, Фантазия, Целлюлоза, Эйке, Элите, Энтузиаст, Эра.